# 896 Sphinx
896 Sphinx este un asteroid din centura principală, descoperit pe 1 august 1918, de Max Wolf.